# Vada (stacja kolejowa)
Vada (wł. Stazione di Vada) – stacja kolejowa w Vada (gmina Rosignano Marittimo), w prowincji Livorno, w regionie Toskania, we Włoszech. Znajduje się na linii Piza – Rzym. 
Według klasyfikacji RFI ma kategorię brązową.

## Linie kolejowe
- Linia Piza – Rzym
- Linia Piza – Vada